# エクスプローラー35号
エクスプローラー35号（英: Explorer 35）はアメリカ合衆国の月探査機。1967年7月19日、ケープカナベラル空軍基地より打ち上げられた。月楕円軌道において、プラズマ、磁場、エネルギー粒子、太陽X線などを観測した。スピン安定姿勢制御で、回転軸方向は黄道面に対してほぼ垂直、回転速度は25.6 rpm。4枚の太陽電池板を搭載。
このミッションは、月軌道への投入に失敗したエクスプローラー33号のやり直しであった。ミッションは成功し、1973年6月24日に運用停止。